# Wawrzyniec Bai Xiaoman
Św. Wawrzyniec Bai Xiaoman (chiń. 白小滿樂倫) (ur. 1821 r. w powiecie Shuicheng, Kuejczou w Chinach – zm. 25 lutego 1856 r. w Xilin, Kuangsi) – święty Kościoła katolickiego, męczennik.

## Życiorys
Bai Xiaoman pochodził z bardzo biednej rodziny. Został sierotą w młodym wieku. Najmował się jako robotnik sezonowy, by zarobić na swoje utrzymanie. W 1851 r. przeniósł się do wsi Yaoshan w powiecie Xilin w Kuangsi i dostał tam pracę. W tej też wsi się ożenił. Ponieważ wcześniej nie miał swojego domu, zamieszkał u teściowej. W następnym roku urodziła mu się córka. W 1854 r. August Chapdelaine przybył do Kuangsi, żeby rozpocząć działalność misyjną. Bai Xiaoman został nawrócony i ochrzczony. 10 dni później aresztowano go razem z ojcem Chapdelaine i 4 katolikami. Po odmowie wyrzeczenia się wiary zostali poddani torturom. Wawrzyniec Bai Xiaoman został ścięty 25 lutego 1856 r., a jego szczątki pozostawiono w lesie na pożarcie przez dzikie zwierzęta.

## Dzień wspomnienia
9 lipca w grupie 120 męczenników chińskich.

## Proces beatyfikacyjny i kanonizacyjny
Został  beatyfikowany 27 maja 1900 r. przez Leona XIII. Kanonizowany w grupie 120 męczenników chińskich 1 października 2000 r. przez Jana Pawła II.